# Torre de Tarfes

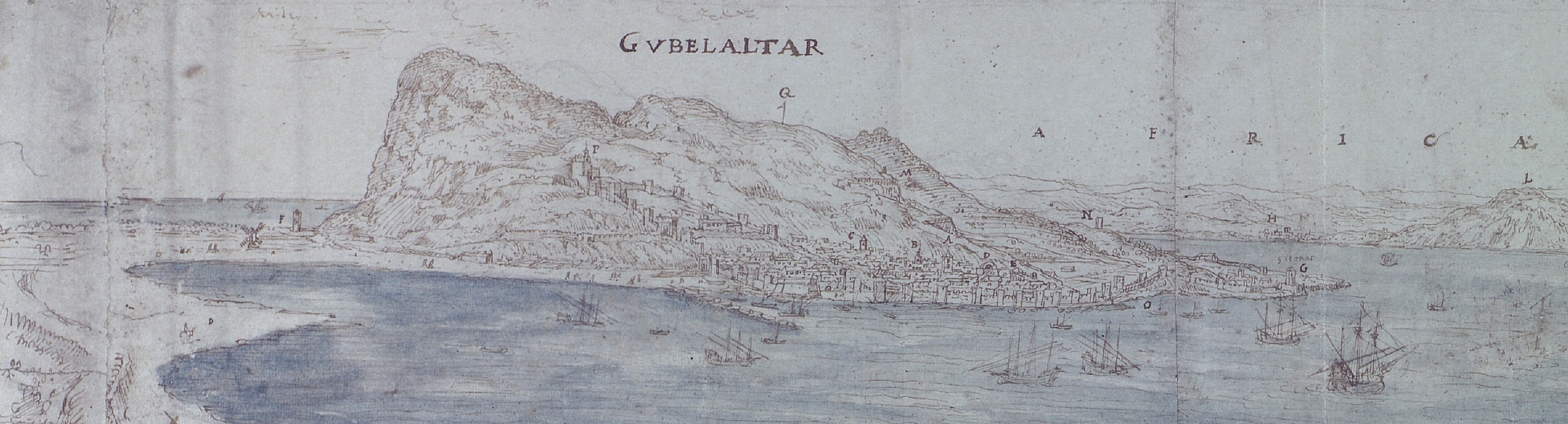
Gibraltar el 1567 (d'Anton Van den Wyngaerde, conservat al Museu Ashmolean d'Oxford). La torre de Tarfes apareix senyalada amb una 'N'

La Torre de Tarfes, o Torre dels Genovesos, era una torre de guaita situada als Tarfes (Windmill Hill), al sud el Penyal de Gibraltar.
Construïda a l'època cristiano medieval, el 1469 Enric IV li va assignar com a guarnició obligatòria un torrer, que havia d'atalaiar de dia, i escoltar de nit. A segle XVII ja estava danyada. Només en queden les restes i un gran aljub de 21,8 x 13,4 x 2,38 m.